# Celtic F.C.
Celtic Football Club je škotski nogometni klub iz Glasgowa, ki je nastal leta 1888.
Njegov največji tekmec je mesti rival Glasgow Rangers.

## Uspehi
Nogometna Liga prvakov
- Prvak:  sezona 1966/1967.
- Finalist: sezona 1969/1970.